# Benguelský proud

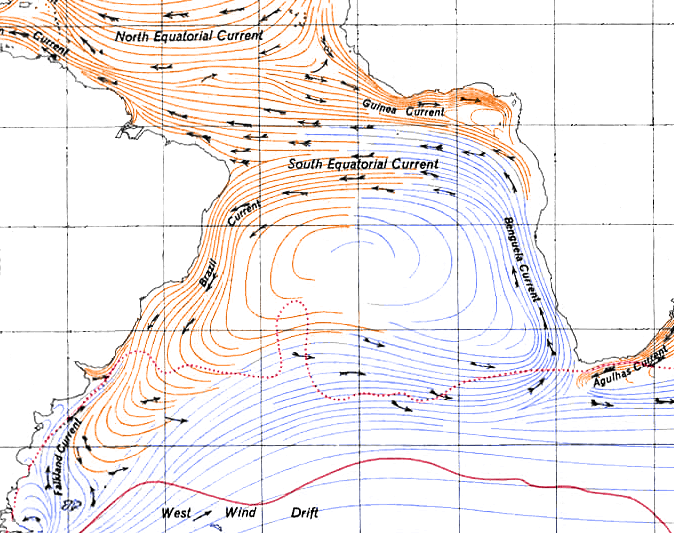
Benguelský proud (značený modře) u jihozápadního pobřeží Afriky

Benguelský proud je studený mořský proud Atlantského oceánu vznikající jihozápadně od mysu Dobré naděje, kde se odděluje ze Západního příhonu. Poté sleduje západní pobřeží Afriky až ke Guinejskému zálivu, kde se podél rovníku stáčí k západu. Ve srovnání s jinými mořskými proudy patří spíše k těm pomalejším (rychlost 0,25 m/s). Má šířku 500 km. Jeho teplota se na jihu pohybuje mezi 15 až 17 °C, na severu mezi 22 až 26 °C.
Benguelský proud ovlivňuje podnebí západního pobřeží Afriky, kde se podílí na extrémní ariditě Namibské pouště.